# St. Mauritius (Winzeln)

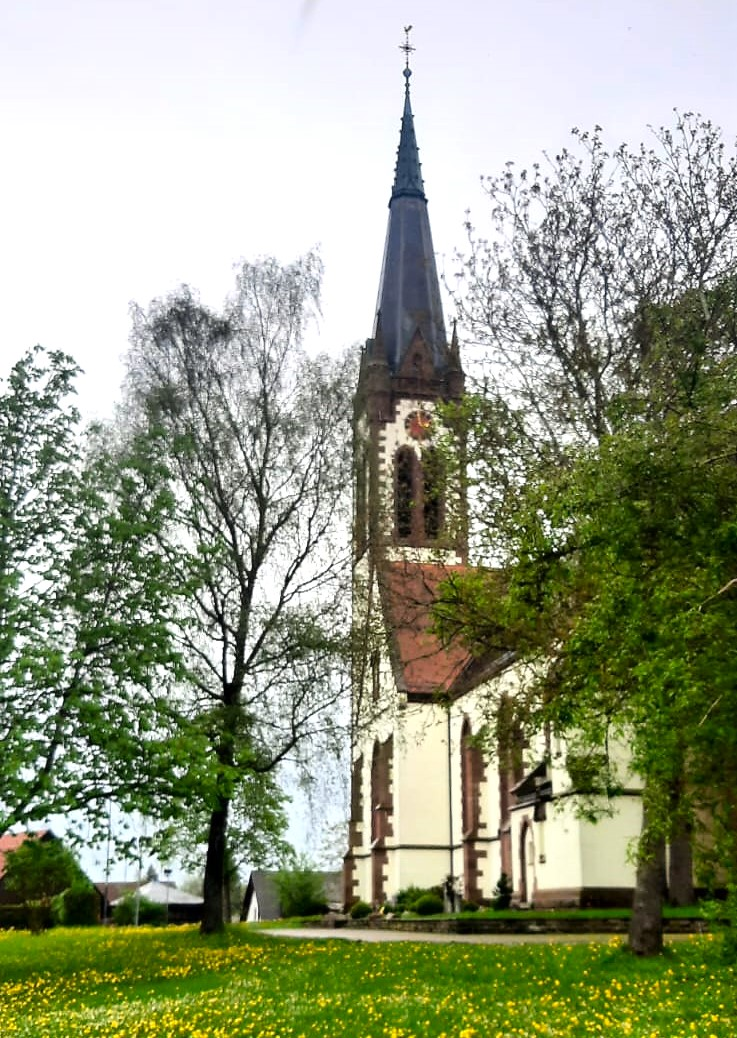
St. Mauritiuskirche in Winzeln

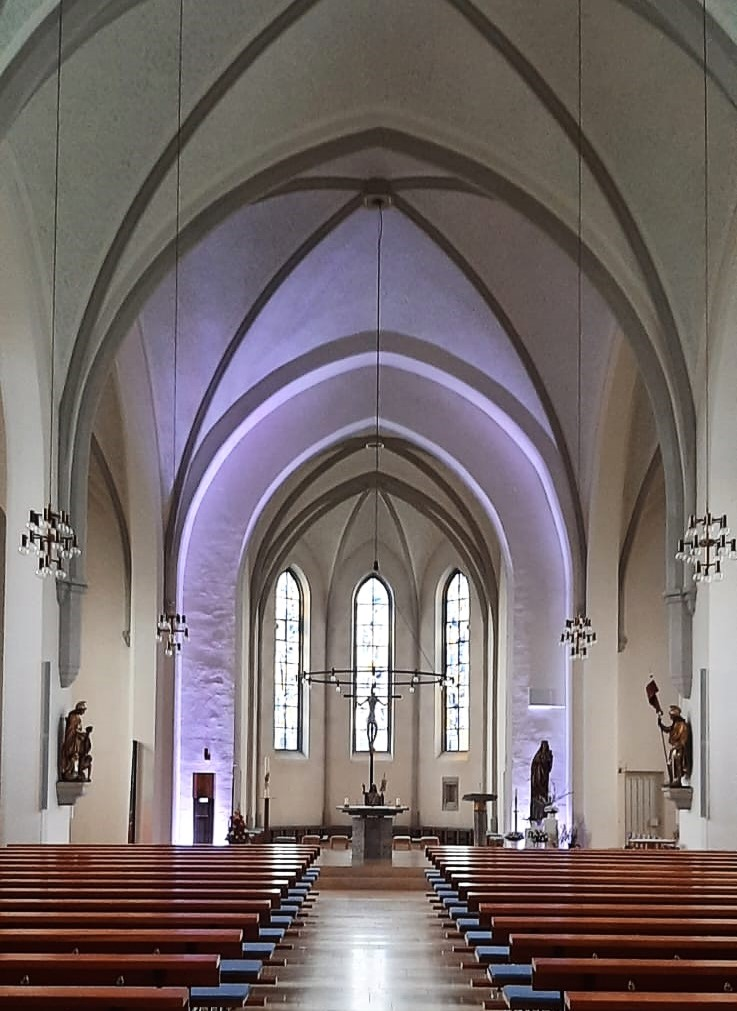
Blick zum Chor

Die römisch-katholische Pfarrkirche St. Mauritius in Winzeln ist ein geschütztes Kulturdenkmal in Fluorn-Winzeln im Landkreis Rottweil in Baden-Württemberg. Sie ist Pfarrkirche der katholischen Kirchengemeinde Winzeln in der Diözese Rottenburg-Stuttgart. Ihr 59,38 Meter hoher Turm gilt seit einer Neuvermessung im Jahr 2018 als höchster Dorfkirchturm in Baden-Württemberg.
Die Kirche steht leicht erhöht im Ortszentrum in der Schulstraße etwa 130 Meter südlich der Alten Kirche. Der Bau der Kirche wurde 1907 begonnen. 1909 wurde sie geweiht. Sie wurde durch den Regierungsbaumeister Ulrich Pohlhammer im Auftrag der Gemeinde Winzeln im neogotischen Stil errichtet. Nach Fertigstellung wurde die Kirche von der bürgerlichen Gemeinde der katholischen Kirche übergeben. Im Gegenzug ging die alte Mauritiuskirche in Gemeindeeigentum über.
Das dreischiffige Langhaus mit leicht ausladendem Querhaus endet in einem eingezogenen polygonalen Chor mit einem hohen Chorflankenturm mit Spitzhaube. Das Langhaus ist verputzt mit Kantenquaderungen aus Buntsandstein. Die Fassade wird durch Strebepfeiler und Maßwerkfenster gegliedert. Der Turm ist mit Kantenquaderungen, spitzbogigen Schallfenstern, Eckfialen und Giebeln aus Buntsandstein sowie einem Kupferdach ausgeführt. Auf der Spitze befindet sich ein Kreuz mit Hahn. An der nordwestlichen Ecke befindet sich ein kleinerer turmartiger Gebäudeteil mit Spitzhaube.
In den Jahren 1967 /68 erfolgte eine grundlegende Renovierung des Innenraums. Der Innenraum ist seither hell verputzt, die ursprünglichen Ausmalungen sind nicht erhalten. Das Mittelschiff weist ein Kreuzrippengewölbe auf. Zur Ausstattung gehört ein bauzeitlicher Hochaltar der Firma Zeller und Geiselhardt aus Ellwangen und mehrere geschnitzte Figuren.

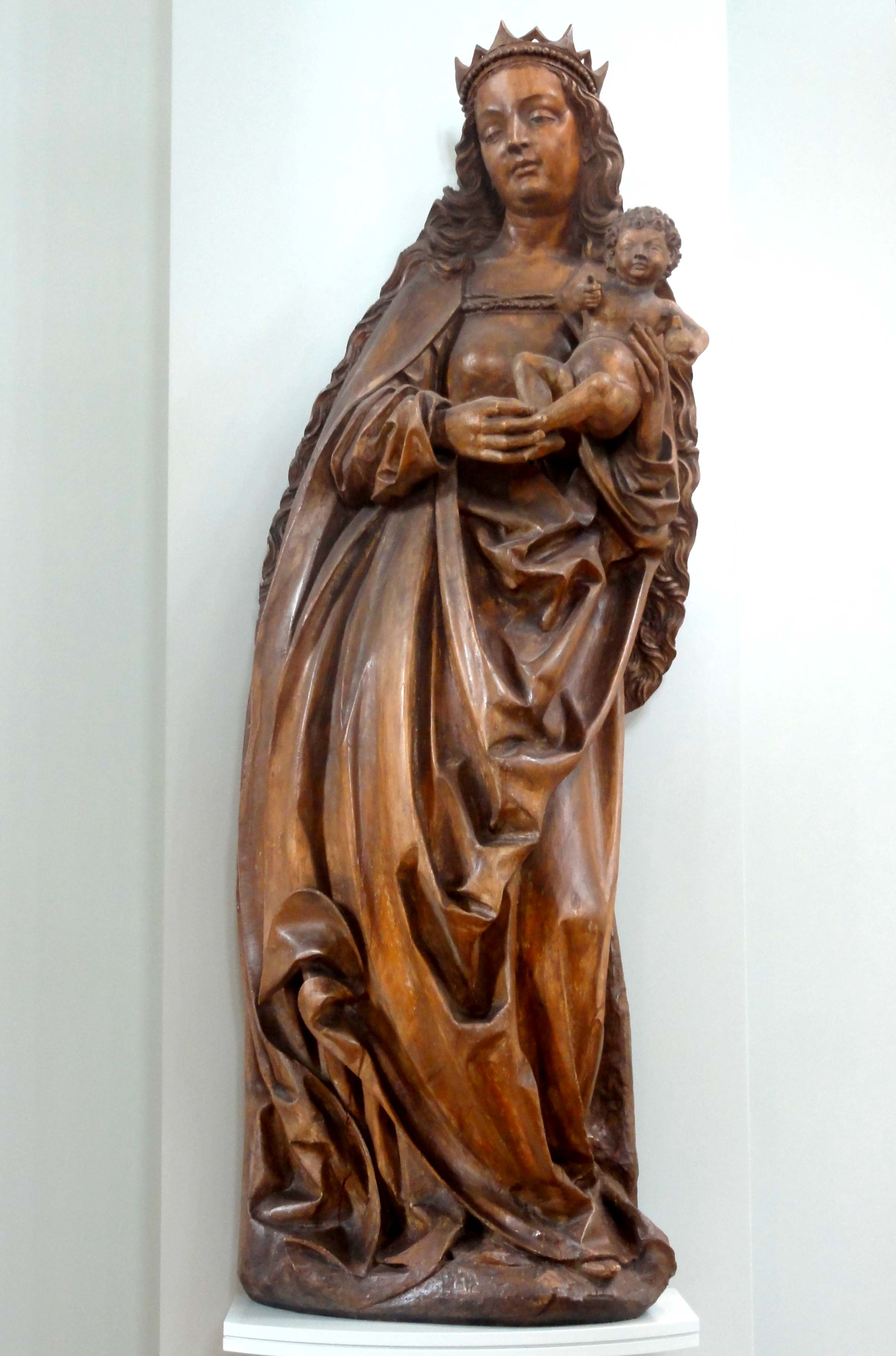
Muttergottes mit Kind aus der Pfarrkirche Winzeln

Die Lindenholz-Figuren der Maria mit Kind aus den Jahren 1510–1520 und des Heiligen Ulrich von 1490, die ursprünglich zur Pfarrkirche gehörten, befinden sich heute als Teil der Sammlung Dursch im Dominikanermuseum Rottweil.